# Dragstrup Sogn
Dragstrup Sogn er et sogn i Morsø Provsti (Aalborg Stift).
I 1800-tallet var Skallerup Sogn anneks til Dragstrup Sogn. Begge sogne hørte til Morsø Nørre Herred i Thisted Amt. Dragstrup-Skallerup sognekommune blev ved kommunalreformen i 1970 indlemmet i Morsø Kommune.
I Dragstrup Sogn ligger Dragstrup Kirke.
I sognet findes følgende autoriserede stednavne:
- Dragstrup (bebyggelse, ejerlav)
- Dragstrup Vig (vandareal)
- Flejskær Hage (areal)
- Revlkær Hage (areal)
- Rovvig (vandareal)
- Stokkær Odde (areal)
- Vester Jølby (bebyggelse, ejerlav)
- Vestermark (bebyggelse)